# ワイドニュース こんばんはtss6:30
『ワイドニュース こんばんはtss6:30』（ワイドニュース こんばんはティーエスエスろくさんまる）は、1981年4月6日から1984年9月28日までテレビ新広島で放送された平日夕方のローカルワイドニュース番組である。愛称は「tss6:30」（テレビ欄は「（N）こんばんは6:30」）。

## 概要
tssが1975年10月の開局時から1981年4月まで放送していた『tssローカルニュース』の後番組としてスタート。
番組はフジテレビ発の全国ニュース『FNNニュースレポート6:00』を放送した後、18時30分から広島県内のローカルニュースと特集とスポーツニュースを伝えていた。番組終了直後の時間帯には天気予報が放送されていた。

## 放送時間
- 月曜日 - 金曜日 18:30 - 18:55（JST、1981年4月6日 - 1984年9月28日）

## キャスター
- 神田康秋（当時tssアナウンサー）
- 笠間雄一（当時tssアナウンサー）
- 水田一征（建築学者・広島工業大学教授）[2]
- 萩尾健甫[3][4][5][6]
- 池本良子（当時tssアナウンサー）
- 三満美穂（当時tssアナウンサー）[2][3][4][5][6]